# L'Américain (chanson)
Pour les articles homonymes, voir L'Américain.
Singles de Mireille Mathieu
La Violence, celle qui tue avec les mots
(1989) Ce soir je t'ai perdu
(1990)
Pistes de L'Américain
Killer
L'Américain est une chanson interprétée par la chanteuse française Mireille Mathieu et publiée en France en 1989 chez Carrère. Cette chanson est un hommage à son agent artistique de toujours, Johnny Stark, mort en avril 1989.

## Crédits du45 tours
Les arrangements sont de :
- Bernard Estardy pour L'Américain[1] ;
- Roger Loubet pour De Gaulle[1].

La réalisation artistique est de : 
- Bernard Estardy et Didier Barbelivien pour L'Américain[1] ;
- Jacques Revaux pour De Gaulle[1].

La photo de la pochette est de Dominique Issermann.

## Reprises
Aucune des deux chansons de ce 45 tours ne seront reprises par la chanteuse en langue étrangère.

## Principaux supports discographiques
L'Américain se retrouve pour la première fois sur le 79e 45 tours français de la chanteuse sorti en 1989 chez Carrère avec ce titre en face A et De Gaulle en face B. Elle se retrouvera également sur l'album L'Américain paru la même année chez Carrère.